# Rūta Meilutytė
Rūta Meilutytė (Kaunas, 19. ožujka 1997.) litavska je plivačica prsnim i slobodnim stilom. 
Pobjednica je u utrci na 100 metara prsno na Olimpijskim igrama u Londonu 2012. i osmerostruka svjetska prvakinja. S 29,16 s drži svjetski rekord na 50 m prsno, a s 1:04,35 min. europski rekord na 100 m prsno.

## Životopis
Majka Rūte Meilutytė umrla je u prometnoj nesreći 2001. Ruta je odrastala s dva starija brata pod nadzorom bake i oca. Godine 2008. njezin otac preselio se u Englesku, a 2010. kći ga je slijedila.
Rūta je počela plivati sa šest godina. Trenirala je u Litvi, a kasnije uz sportsku stipendiju na Plymouth College u Engleskoj.
Meilutytė je prvo međunarodno iskustvo stekla na Međunarodnim dječjim igrama 2010. u Bahreinu. Na Olimpijskim igrama 2012. u Londonu osvojila je zlato u disciplini 100 m prsno, postavivši europski rekord. Ovo je bila prva olimpijska medalja u plivanju za neovisnu Litvu.
Na Svjetskom prvenstvu u Barceloni 2013. postavila je svjetski rekord na 100 m prsno s vremenom 1:04,35 min i postala svjetska prvakinja. U polufinalu na 50 m poboljšala je svjetski rekord na 29,48 s.
U svibnju 2019. FINA je objavila da Meilutytė nije bila dostupna za doping kontrolu tri puta u godinu dana. Ubrzo nakon toga završila je karijeru, ali se kasnije vratila i osvojila zlatnu medalju na Svjetskom prvenstvu 2022. Na Svjetskim prvenstvima 2023. i 2024. pobijedila je u disciplini 50 m prsno. Na Olimpijskim igrama 2024. u Parizu, eliminirana je u polufinalu 100 metara prsno.
Do 2018. trener joj je bio Paulius Andrijauskas, a nakon toga David Marsh u SAD-u.